# جاكوب بلاك
جاكوب بلاك (بالإنجليزية: Jacob Black)‏ هو شخصية خيالية وبطل من سلسلة الغسق لستيفاني ماير. هو من الهنود الحمر وخصيصا من قبيلة الكوليوت في لوس انجلس، واشنطن. في الكتاب الثاني من السلسلة، قمر جديد، يخضع لسلسلة من التحولات التي تسمح له بالتحول إلى هيئة ذئب. في أفلام الغسق وقمر جديد يقوم بدوره الممثل تايلور لوتنر.

## قصة إحداث الشخصية
وفقا لستيفاني ماير، وجدت شخصية جاكوب في الأصل فقط لتستعملها بيلا لتكتشف حقيقة إدوارد كولن وعائلته. بعد ذلك، قررت ماير أن تعطيه دورا أكبر في الكتاب التالي، قمر جديد. و تقول ماير حول هذه الشخصية : "إنه الهدية المفضلة التي قدمتها رواية قمر جديد لي."